# Lophozosterops javanicus
El anteojitos de Java (Lophozosterops javanicus) es una especie de ave paseriforme de la familia Zosteropidae endémica de Java y Bali.